# Grobda
Grobda (グロブダー) est un jeu vidéo de type shoot 'em up développé et édité par Namco, sorti en 1984 sur borne d'arcade, PC-6001, PC-88, Sharp MZ et Sharp X1.